# Capnistis albinota
Capnistis albinota är en fjärilsart som beskrevs av Butler 1879. Capnistis albinota ingår i släktet Capnistis och familjen nattflyn. Inga underarter finns listade i Catalogue of Life.